# Zdzisław Kwaśny
Zdzisław Kwaśny (Polonia, 6 de noviembre de 1960) es un atleta polaco, especializado en la prueba de lanzamiento de martillo en la que llegó a ser medallista de bronce del mundo en 1983.

## Carrera deportiva
En el Mundial de Helsinki 1983 ganó la medalla de bronce en el lanzamiento de martillo, alcanzando los 79.42 metros, por detrás de los soviéticos Sergey Litvinov (oro) y Yuriy Sedykh (plata).